# 天主教奧基教區
天主教奧基教區（拉丁語：Dioecesis Aukina），是所羅門群島一個天主教教區，位於馬萊塔省。屬霍尼亞拉總教區。
教區成立於1982年11月17日。2006年有教友37,239人，佔總人口26.4%。有九個堂區、司鐸十九人。現任教區主教為基道霍·卡多尼。